# Venturia polygoni-vivipari
Venturia polygoni-vivipari är en svampart som beskrevs av Arx 1950. Venturia polygoni-vivipari ingår i släktet Venturia och familjen Venturiaceae.  Arten är reproducerande i Sverige. Inga underarter finns listade i Catalogue of Life.